# Lavau (Aube)
Lavau – miejscowość i gmina we Francji, w regionie Grand Est, w departamencie Aube. Przez miejscowość przepływa Sekwana. 
Według danych na rok 1990 gminę zamieszkiwało 485 osób, a gęstość zaludnienia wynosiła 84 osób/km².